# Ipomoea costata
Ipomoea costata, comúnmente conocida como patata del monte o ñame del desierto, es una planta nativa de Australia. Se encuentra en el norte de Australia, desde Australia Occidental, pasando por el Territorio del Norte, hasta Queensland. Sus tubérculos proporcionan una forma de alimento a algunos pueblos aborígenes, los grupos Ngururrpa en Australia Occidental lo denominan karnti.

## Descripción
Es una planta perenne postrada o trepadora que crece hasta 3 m de altura, con flores violetas-azul-rosadas de febrero a noviembre. La forma juvenil es una enredadera que madura hasta convertirse en un arbusto de tallo leñoso con tallos parecidos a una enredadera. Las hojas son anchas y coriáceas, de 4-9 cm de largo. Los tubérculos son redondeados, de 12 a 20 cm de largo por 5 a 18 cm de ancho, y una sola planta puede tener hasta veinte tubérculos.

## Hábitat
Ocurre en suelos arenosos o rocosos, a menudo sobre piedra caliza, y en llanuras de arena spinifex en el norte de Australia.

## Usos
Es la fuente de la patata arbusto, un alimento básico de los aborígenes. Las papas de monte se cuecen en la tierra tibia debajo de las brasas y se pelan cuando se cocinan.

## Nombres aborígenes
En Australia Central, los distintos grupos aborígenes también conocen a I. costata por los siguientes nombres:
- Alyawarr : anaty
- Anmatyerr : anaty o anek
- Arrernte oriental : anatye
- Arrernte occidental : natye
- Pintupi : ala o yala
- Warlpiri : karnti o paparda